# Істон (Нью-Йорк)
Істон (англ. Easton) — місто (англ. town) в США, в окрузі Вашингтон штату Нью-Йорк. Населення — 2279 осіб (2020).

## Демографія
Згідно з переписом 2010 року, у місті мешкало 2336 осіб у 908 домогосподарствах у складі 642 родин. Було 1022 помешкання
Расовий склад населення:
| - 96,4 % — білих - 0,9 % — чорних або афроамериканців - 0,3 % — корінних американців - 0,1 % — азіатів - 1,3 % — осіб інших рас |

До двох чи більше рас належало 1,0 %. Частка іспаномовних становила 2,0 % від усіх жителів.
За віковим діапазоном населення розподілялося таким чином: 22,4 % — особи молодші 18 років, 61,3 % — особи у віці 18—64 років, 16,3 % — особи у віці 65 років та старші. Медіана віку мешканця становила 43,4 року. На 100 осіб жіночої статі у місті припадало 103,1 чоловіків;  на 100 жінок у віці від 18 років та старших — 99,6 чоловіків також старших 18 років.
Середній дохід на одне домашнє господарство  становив 102 742 долари США (медіана — 75 463), а середній дохід на одну сім'ю — 113 322 долари (медіана — 83 106). Медіана доходів становила 55 333 долари для чоловіків та 44 567 доларів для жінок. За межею бідності перебувало 4,3 % осіб, у тому числі 2,6 % дітей у віці до 18 років та 6,5 % осіб у віці 65 років та старших.
Цивільне працевлаштоване населення становило 1288 осіб. Основні галузі зайнятості: освіта, охорона здоров'я та соціальна допомога — 28,4 %, роздрібна торгівля — 12,0 %, виробництво — 9,6 %, сільське господарство, лісництво, риболовля — 9,2 %.